# Wereldkampioenschappen schaatsen afstanden 2013 - 10.000 meter mannen
De 10.000 meter mannen op de wereldkampioenschappen schaatsen afstanden 2013 werd gereden op zaterdag 23 maart 2013 in het ijsstadion Adler Arena in Sotsji, Rusland.
Jorrit Bergsma, Bob de Jong en Sven Kramer waren van tevoren veruit de grote favorieten en het waren ook deze drie Nederlanders die de medailles pakten. Marathonschaatser Jorrit Bergsma was uiteindelijk de snelste en werd voor het eerst in zijn carrière wereldkampioen.

## Plaatsing
De regels van de ISU schrijven voor dat er maximaal zestien schaatsers zich plaatsen voor het WK op deze afstand. Geplaatst zijn de beste acht schaatsers van het geschoonde wereldbekerklassement (alleen de wedstrijden over 10.000 meter tellen mee), aangevuld met de acht tijdsnelsten waarbij alleen tijden gereden in de wereldbeker of op het wereldkampioenschap allround meetellen. Achter deze 24 namen wordt op tijdsbasis nog een reservelijst van maximaal zes namen gemaakt.
Aangezien het aantal deelnemers per land beperkt is beperkt tot een maximum van drie, telt de vierde (en vijfde etc.) schaatser per land niet mee voor het verloop van de ranglijst. Het is aan de nationale bonden te beslissen welke van hun schaatsers, mits op de lijst, naar het WK afstanden worden afgevaardigd.
De twee beoogde Noorse deelnemers Håvard Bøkko en Sverre Lunde Pedersen meldden zich allebei af. Ook Dmitri Babenko (Kazachstan) en Jan Szymański (Polen) hadden zich geplaatst maar deden niet mee. Roger Schneider en Aleksandr Roemjantsev vulden twee van de vier vrijgekomen reserveplekken in en ook was er een rit minder dan oorspronkelijk gepland.

## Statistieken

### Uitslag
| #      | Naam                  | Land | Tijd     |
| ------ | --------------------- | ---- | -------- |
| Goud   | Jorrit Bergsma        | NED  | 12.57,69 |
| Zilver | Sven Kramer           | NED  | 12.59,71 |
| Brons  | Bob de Jong           | NED  | 13.00,26 |
| 4      | Lee Seung-hoon        | KOR  | 13.14,02 |
| 5      | Bart Swings           | BEL  | 13.19,15 |
| 6      | Shane Dobbin          | NZL  | 13.23,65 |
| 7      | Marco Weber           | GER  | 13.24,20 |
| 8      | Patrick Beckert       | GER  | 13.26,79 |
| 9      | Aleksandr Roemjantsev | RUS  | 13.29,05 |
| 10     | Moritz Geisreiter     | GER  | 13.29,20 |
| 11     | Jordan Belchos        | CAN  | 13.33,10 |
| 12     | Jonathan Kuck         | USA  | 13.40,41 |
| DQ     | Marco Cignini         | ITA  | DQ       |
| DQ     | Roger Schneider       | SUI  | DQ       |

### Loting
| Rit | Binnenbaan        | Buitenbaan            |
| --- | ----------------- | --------------------- |
| 1   | Roger Schneider   | Aleksandr Roemjantsev |
| 2   | Jonathan Kuck     | Shane Dobbin          |
| 3   | Jordan Belchos    | Marco Cignini         |
| 4   | Bart Swings       | Patrick Beckert       |
| 5   | Moritz Geisreiter | Sven Kramer           |
| 6   | Bob de Jong       | Jorrit Bergsma        |
| 7   | Lee Seung-hoon    | Marco Weber           |

1996 · 
1997 · 
1998 · 
1999 · 
2000 · 
2001 · 
2003 · 
2004 · 
2005 · 
2007 · 
2008 · 
2009 · 
2011 · 
2012 · 
2013 · 
2015 · 
2016 · 
2017 · 
2019 ·
2020 ·
2021 ·
2023 ·
2024 ·
2025